# セルビア急進党
セルビア急進党（セルビアきゅうしんとう、セルビア語: Српска радикална странка または Srpska radikalna stranka、略称:SRS）はセルビアの政党。大セルビア主義を掲げる極右の民族主義政党とみられている。
1991年、ユーゴスラビア社会主義連邦共和国が解体しセルビア共和国でも民族主義が勃興していくなか、ヴォイスラヴ・シェシェリらによって創設。第二次世界大戦におけるセルビア民族主義ゲリラ組織チェトニックの伝統を引き継ぐと主張した。スロボダン・ミロシェヴィッチ率いるセルビア社会党とは対外姿勢においては民族主義、大セルビア主義では一致していたが、内政においては不一致が多く、連立政権の樹立と離脱を繰り返していた。
ユーゴスラビア紛争、なかでもクロアチア紛争およびボスニア・ヘルツェゴビナ紛争において、セルビア急進党は民兵を組織し、民族浄化にあたった。このためシェシェリ党首はミロシェヴィッチ政権崩壊後の2003年に戦争犯罪および人道に対する罪の容疑で旧ユーゴスラビア国際戦犯法廷に身柄を移送された。しかしシェシェリは党首および国民議会議員には留まっている。
2008年のセルビア大統領選挙においては、収監中のシェシェリ党首に代わってトミスラヴ・ニコリッチを擁立したが、親欧派・中道左派のボリス・タディッチ（民主党）に僅差で敗れた。直後の国民議会選挙では78議席を獲得し、第2勢力となった。しかし選挙後にニコリッチはシェシェリと対立し、セルビア急進党を割ってより穏健なセルビア進歩党を旗揚げした。
シェシェリが拘束され、主要な議員を進歩党に軒並み引き抜かれた急進党は急速に支持を失い、2012年と2014年の総選挙では政党要件を満たす得票すら獲得できず、セルビア議会に議席を持つ事すら叶わなかったが、辛うじてヴォイヴォディナ自治州議会には議席を保った。しかし、2016年の総選挙では旧ユーゴスラビア国際戦犯法廷で無罪判決を受けたシェシェリが指導者として復帰し、「親露・反米・反EU」を打ち出して進歩党に対抗する路線を明確にして22議席を獲得して議会に返り咲いた。
しかし、2020年の総選挙では再び得票が激減し、政党要件すら満たすことが出来ず大敗。現在の勢力はヴォイヴォディナ自治州議会に4議席を残すのみとなっている。